# Chorso (Toulouse)
Chorso (zuweilen auch Torso, Torson, Chorson, Tercin genannt) war ein Dux von Toulouse am Ende des 8. Jahrhunderts.
In der Vita Hludowici Imperatoris (789) des Astronomus wird er Chorso dux Tolosanus genannt. Chorso führte in Aquitanien für den noch unmündigen Ludwig dem Frommen, der dort von seinem Vater Karl dem Großen als Unterkönig eingesetzt worden war, die Regierung. Um das Jahr 787 geriet Chorso in die Gefangenschaft der Vasconen, die seit der Niederlage Karls des Großen bei Roncesvalles (778) auf aquitanisches Gebiet vorgedrungen waren. Er wurde gezwungen mit dem baskischen Dux Adelericus eine Allianz einzugehen, worauf Chorso von Karl dem Großen auf einem Hoftag in Worms 790 seines Amtes enthoben und durch Wilhelm von Gellone ersetzt wurde.

## Nachweise
1. ↑  Richtig lautet der Name Chorso. Siehe dazu hier (dmgh.de)
2. ↑  Chorso dux Tolosanus: hier (dmgh.de)
3. ↑  dmgh.de/Adelericus: p.298 (Memento des Originals vom 22. Dezember 2015 im Internet Archive)  Info: Der Archivlink wurde automatisch eingesetzt und noch nicht geprüft. Bitte prüfe Original- und Archivlink gemäß Anleitung und entferne dann diesen Hinweis.
4. ↑   dmgh.de/Chorso: p.299

| Personendaten    | Personendaten                                         |
| ---------------- | ----------------------------------------------------- |
| NAME             | Chorso                                                |
| ALTERNATIVNAMEN  | Torso; Torson; Tercin; Chorson; Chorso dux Tholosanus |
| KURZBESCHREIBUNG | Graf von Toulouse                                     |
| GEBURTSDATUM     | 8. Jahrhundert                                        |
| STERBEDATUM      | nach 790                                              |